# ブレンターク
ブレンターク（Brenntag SE）は、法人を対象に、産業用および特殊化学品の流通サービスを提供している商社。ドイツ・ノルトライン＝ヴェストファーレン州・エッセンに本拠を置き、世界70カ国以上で事業を展開している。フランクフルト証券取引所上場企業（FWB: BNR）。

## 沿革
1874年にベルリンでPhilipp Muhsamが設立した卵の小売企業がルーツとなる。1912年に卸売業に参入、1938年にそれまでの社名Brennstoff, Chemikalien und Transport AGから現社名に改称した。第二次世界大戦中に本拠地をノルトライン＝ヴェストファーレン州に移し、1966年から企業買収により多国籍企業への変貌が始まり、1970年にアメリカ合衆国に進出、1980年代にはWestern ChemicalやCrown and PB&S Chemicalsなど、相次いでアメリカ企業を買収した。
2000年にオランダの競合Holland Chemical Internationalを買収したことで、化学品のディストリビューターとしてはラテンアメリカや北欧を含む世界有数の規模となり、2008年にはアジア太平洋地域に進出、2010年に株式公開企業となった。
2011年にアメリカのG.S. Robins & Companyを買収し食品原料の流通に進出、中国・東南アジア・インドなどでの企業買収を続けている。

## 日本法人
2024年5月、日本法人のBrenntag Japan合同会社が東京で設立された。